# Калашніков Олег Іванович
Кала́шніков Оле́г Іва́нович (6 листопада 1962, Рівне, Українська РСР — 15 квітня 2015, Київ) — український політик, член Партії регіонів. Причетний до організації Антимайдану та побиття мирних демонстрантів під час Революції гідності.

## Життєпис

### Освіта
У 1978—1980 навчався в Калінінському суворовському військовому училищі, у 1980—1984 навчався у Київському вищому загальновійськовому командному двічі Червонопрапорному училищі імені М. В. Фрунзе за фахом «командно-тактична розвідка», референт-перекладач китайської мови, у 1987 закінчив Перші офіцерські курси «Выстрел» за фахом «офіцер військової розвідки», у 2001—2003 навчався в Українській академії державного управління при Президентові України за фахом «державне управління», спеціальність «магістр державного управління», у 2003—2007 навчався в аспірантурі Національної академії державного управління при Президентові України за фахом «теорія та історія державного управління», з 2008 навчався у Європейському університеті на юридичному факультеті.

### Трудова діяльність
У 1978—1997 проходив службу на командних та штабних посадах у Збройних Силах СРСР та Збройних Силах України, військове звання полковник, учасник ліквідації аварії на Чорнобильській АЕС у 1986 році, з 1997 року — голова Всеукраїнської громадської організації «Загальновоїнська спілка України».
У 2006—2007 — народний депутат України V скликання. Пройшов до парламенту під № 161 списку Партії регіонів. Увійшов до комітету Верховної Ради з питань національної безпеки і оборони, став членом кількох груп з міжпарламентських зв'язків з іноземними державами.
Восени 2012 балотувався від Партії регіонів до Верховної Ради VII скликання по одномандатному округу № 218 у Києві, але програв висуванцю Батьківщини Володимиру Ар'єву.
Громадська робота: співголова Форуму громадськості України «Державність», віце-президент громадянського антикорупційного форуму «Досить!», співзасновник Загальнонаціонального громадянського руху «Послужимо Вітчизні разом!».

## Побиття журналістів СТБ
12 липня 2006 року група людей з Партії регіонів, серед яких був і депутат Олег Калашніков, завадила роботі телевізійної групи СТБ у складі журналістки Маргарити Ситнік та оператора Володимира Новосада під стінами Верховної Ради. Вони силоміць відібрали касету у знімальної групи СТБ, журналістів було побито.
14 липня прокуратурою Печерського району міста Києва було порушено кримінальну справу за фактом перешкоджання законній професійній діяльності журналістів.
Верховна Рада утворила Тимчасову слідчу комісію для розслідування цього інциденту.
Тимчасова слідча комісія у своєму звіті від 19 грудня 2006 року визнала поведінку Калашнікова неприпустимою і такою, що вимагає осуду.

## Смерть
Загинув 15 квітня 2015 року від вогнепального поранення біля дверей своєї квартири на проспекті Правди, № 31, між 19 та 19.20 годинами вечора. Похований в Києві, на Берковецькому кладовищі.